# Colpire al cuore
Colpire al cuore è un film del 1983, diretto da Gianni Amelio.

## Trama
Dopo aver assistito alla morte, in uno scontro a fuoco con le forze dell'ordine, di Sandro Ferrari (uno studente ospitato dal padre Dario – docente universitario – pochi giorni prima, nella villa di famiglia a Bergamo), Emilio – un giovane milanese introverso e spensierato – pensa che il genitore sia implicato con il terrorismo. Inizia quindi una sua personale indagine, studiando le mosse di Dario, fotografandone gli incontri, saggiandone le convinzioni ideologiche e morali.

## Vicende del film
Primo film di Amelio, sceneggiato con Vincenzo Cerami, è ambientato nelle cupe Milano e Bergamo dei primi anni ottanta. Girato nel 1982, con scarsissimi mezzi e in otto settimane, è forse il più riuscito dei film non dedicati ad un episodio specifico degli anni di piombo. Alla sua presentazione a Venezia non fu esente da giudizi particolarmente netti: la critica si divise tra chi parteggiava per il padre contro il figlio o viceversa, "mentre – sostiene Amelio – nelle mie intenzioni sono entrambi vittime delle circostanze".
Numerosi problemi vennero anche dalla produzione, targata Rai, che ritardò di otto mesi l'uscita del film nelle sale e lo programmò in tv solo cinque anni dopo.
Il capostruttura Rai Paolo Valmarana, pur definito dal regista come uno dei più corretti con i quali gli sia capitato di lavorare, impose l'inserimento nella parte finale di un retorico dialogo in cui veniva messo in chiaro che il film non giustificava in alcun modo il terrorismo.
Sempre il regista, nel commento incluso nell'edizione DVD, racconta di aver girato una scena cruciale con un unico piano sequenza proprio per evitare la possibilità di tagli censori sul dialogo.

## Curiosità
Gli interni della casa dei protagonisti vennero girati nell'abitazione di Paolo Taviani, che in quel periodo si trovava negli Stati Uniti.
Rivelazione del film fu l'esordiente Fausto Rossi, figlio dell'architetto Aldo Rossi: alla sua prima prova d'attore, recita accanto alla propria madre, Sonia Gessner, che interpreta la madre di Emilio e alla sorella Vera Rossi, che interpreta proprio la sorella di Emilio.
Il giovane doppiò poi tutto il film (l'audio in presa diretta non era utilizzabile perché Trintignant recitava in francese), migliorando, secondo il giudizio di Amelio, anche l'espressione in parecchie scene.
Nonostante il successo del film, e i riconoscimenti personali ottenuti, Rossi non ha mai più voluto girare altre pellicole.

## Riconoscimenti
- 1983 - David di Donatello
  - Miglior attore esordiente a Fausto Rossi
  - Candidatura Miglior film
  - Candidatura Miglior regista a Gianni Amelio
  - Candidatura Migliore sceneggiatura a Gianni Amelio e Vincenzo Cerami
- 1983 - Nastro d'argento
  - Miglior soggetto originale a Gianni Amelio
  - Miglior attore esordiente a Fausto Rossi
- 1982 - Mostra internazionale d'arte cinematografica di Venezia
  - Candidatura Leone d'oro a Gianni Amelio
- 1990 - Premio Flaiano
  - Premio per la sceneggiatura a Vincenzo Cerami